# Cryphia hunana
Cryphia hunana là một loài bướm đêm trong họ Noctuidae.